# Albert Rosellini
Albert Dean Rosellini (Tacoma (Washington), 21 januari 1910 - Seattle (Washington), 10 oktober 2011) was een Amerikaans politicus van de Democratische Partij. Hij was de gouverneur van Washington van 1957 tot 1965. Hij werkte als advocaat tot hij in 1939 werd gekozen als lid van de Senaat van de staat Washington. Hij diende later ook als meerderheidsleider in deze Staatsenaat waarin hij bleef zitten totdat hij in 1956 werd gekozen als de 15e gouverneur van Washington. In 1964, toen hij zich kandidaat stelde voor zijn derde termijn als gouverneur, werd hij verslagen door de Republikeinse kandidaat Daniel Evans.
Rosellini overleed op 10 oktober 2011 op 101-jarige leeftijd.
- Gemeinsame Normdatei: 1176975242
- International Standard Name Identifier: 0000 0000 2523 0209
- Library of Congress Control Number: n86071596
- SNAC: w65b01p6
- Virtual International Authority File: 53170067
- WorldCat: E39PBJqw7m8tfjxW9HQkhbf6rq